# Rena Owen
Rena Owen, nome d'arte di Maria Makarena Owen (Bay of Islands, 22 luglio 1962), è un'attrice neozelandese, attiva nel cinema, teatro e televisione.

## Biografia
Nata e cresciuta a Bay of Islands, nella regione neozelandese di Northland, da padre d'etnia maori e da madre d'origini gallesi, inglesi ed irlandesi, la Owen è nota soprattutto per essere stata la protagonista di Once Were Warriors - Una volta erano guerrieri di Lee Tamahori, dove interpreta la moglie di Jake Heke (Temuera Morrison), un uomo violento e alcolista, che la maltratta, e costringe lei e i figli a vivere in condizioni misere. Il ruolo ha valso alla Owen vari premi tra cui Miglior attrice al Montreal World Film Festival e al San Diego International Film Festival.

## Filmografia parziale

### Attrice

#### Cinema
- Once Were Warriors - Una volta erano guerrieri (Once Were Warriors), regia di Lee Tamahori (1994)
- Rapa-Nui (Rapa Nui), regia di Kevin Reynolds (1994)
- Savage Play, regia di Alan Lindsay (1995)
- Balla la mia canzone (Dance Me to My Song), regia di Rolf de Heer (1998)
- Once Were Warriors 2 - Cinque anni dopo (What Becomes of the Broken Hearted?), regia di Ian Mune (1999)
- A.I. - Intelligenza artificiale (A.I. Artificial Intelligence), regia di Steven Spielberg (2001)
- Nemesis Game, regia di Jesse Warn (2003)
- The Land Has Eyes (Pear ta ma 'on maf ), regia di Vilsoni Hereniko (2004)
- Il corvo - Preghiera maledetta (The Crow: Wicked Prayer), regia di Lance Mungia (2005)
- Star Wars: Episodio III - La vendetta dei Sith (Star Wars: Episode III - Revenge of the Sith), regia di George Lucas (2005)
- Mee-Shee: The Water Giant, regia di John Henderson (2005)
- Leela, regia di Somnath Sen (2006)
- Ocean of Pearls, regia di Sarab Neelam (2007)
- Rain of the Children, regia di Vincent Ward (2008)
- Amusement, regia di John Simpson (2009)
- Veronika Decides to Die, regia di Emily Young (2009)
- Witness Insecurity regia di Heather Hale (2011)
- The Dead Lands - La vendetta del guerriero (The Dead Lands), regia di Toa Fraser (2014)
- The Last Witch Hunter - L'ultimo cacciatore di streghe (The Last Witch Hunter), regia di Breck Eisner (2015)
- A Mistake, regia di Christine Jeffs (2024)
- Oceania (Moana), regia di Thomas Kail (2026)

#### Televisione
- Angel – serie TV, episodio 4x02 (2002)
- Prison Break – serie TV, episodio 4x24 (2009)
- Longmire – serie TV, 2 episodi (2014-2015)
- The Red Road – serie TV, episodio 2x02 (2015)
- The Orville – serie TV, 4 episodi (2017- in corso)
- Siren – serie TV, 36 episodi (2018-2020)
- The Golaming - Le ore più buie (The Golaming) – serie TV, 8 episodi  (2020)

### Doppiatrice
- Star Wars: Episodio II - L'attacco dei cloni (Star Wars: Episode II - Attack of the Clones), regia di George Lucas (2002)
- Star Wars: Republic Commando (2005) - videogioco

## Doppiatrici italiane
Nelle versioni in italiano dei suoi film, Rena Owen è stata doppiata da:
- Laura Boccanera in Once Were Warriors - Una volta erano guerrieri, Once Were Warriors 2 - Cinque anni dopo
- Doriana Chierici in Prison Break
- Stefania Romagnoli in The Dead Lands - La vendetta del guerriero
- Alessandra Korompay in The Last Witch Hunter - L'ultimo cacciatore di streghe

Da doppiatrice, è sostituita da:
- Anita Bartolucci in Star Wars: Episodio II - L'attacco dei cloni